# Basia Trzetrzelewska

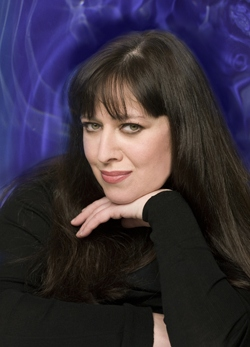
Basia Trzetrzelewska (2011)

Basia Trzetrzelewska (* 30. September 1954 in Jaworzno; eigentlich Barbara Stanisława Trzetrzelewska, Basia (ˈbaɕa) ist die Verkleinerungsform ihres Vornamens) ist eine polnische Sängerin.

## Leben
Bekannt wurde Trzetrzelewska 1983 als Frontsängerin der englischen Popgruppe Matt Bianco. Ihre Zusammenarbeit mit der Formation hielt aber nur bis 1985, nachdem das erste Album Erfolge verzeichnen konnte. Für das zweite Album wurde sie durch Jenni Evans ersetzt, doch langfristig verzichteten Matt Bianco auf eine Sängerin und sangen alle Parts selbst ein oder ließen sie durch andere Künstler einsingen (z. B. durch den Rapper Ambassador).
Ihre größten Soloerfolge feierte Trzetrzelewska zwischen 1987 und 1994 in den USA und in Asien. Die Musik des ersten Albums hat sie aber dermaßen geprägt, dass sich der Matt-Bianco-Stil nachhaltig durch alle ihre Alben zog, sei es durch den Gesamtsound der Songs, die Jazz-assoziierte Harmonik oder die Tatsache, dass die überwiegende Mehrzahl ihrer Songs Sambas sind.
2014 wurde sie mit dem Ritterorden des Ritterorden Polonia Restituta ausgezeichnet.

## Diskografie

### Alben
| Jahr | Titel                  | Höchstplatzierung, Gesamtwochen, AuszeichnungChartplatzierungen (Jahr, Titel, Platzierungen, Wochen, Auszeichnungen, Anmerkungen) | Höchstplatzierung, Gesamtwochen, AuszeichnungChartplatzierungen (Jahr, Titel, Platzierungen, Wochen, Auszeichnungen, Anmerkungen) | Höchstplatzierung, Gesamtwochen, AuszeichnungChartplatzierungen (Jahr, Titel, Platzierungen, Wochen, Auszeichnungen, Anmerkungen) | Anmerkungen                         |
| Jahr | Titel                  | UK | US | PL | Anmerkungen                         |
| ---- | ---------------------- | --- | --- | --- | ----------------------------------- |
| 1987 | Time and Tide          | UK61 (3 Wo.)UK | US36 Platin · (77 Wo.)US | — | Erstveröffentlichung: 3. April 1987 |
| 1989 | London Warsaw New York | UK68 (1 Wo.)UK | US20 Platin · (38 Wo.)US | — |                                     |
| 1994 | The Sweetest Illusion  | — | US27 Gold · (18 Wo.)US | — | Erstveröffentlichung: 2. Mai 1994   |
| 2009 | It’s That Girl Again   | — | — | PL4 Platin · (16 Wo.)PL | Erstveröffentlichung: 24. März 2009 |

grau schraffiert: keine Chartdaten aus diesem Jahr verfügbar
Weitere Alben
- 1990: The Best Remixes
- 1991: Brave New Hope (EP)
- 1995: Basia on Broadway (Livealbum)
- 1998: Traditional Polish Sambas (Promo)
- 1998: Strangely Familiar Tunes (Promo)
- 1998: Clear Horizon – The Best of Basia (Kompilation)
- 2003: Simple Pleasures (Kompilation)
- 2011: From Newport To London: Greatest Hits Live ... And More
- 2018: Butterflies

### Singles
| Jahr | Titel Album                                  | Höchstplatzierung, Gesamtwochen, AuszeichnungChartplatzierungen (Jahr, Titel, Album, Platzierungen, Wochen, Auszeichnungen, Anmerkungen) | Höchstplatzierung, Gesamtwochen, AuszeichnungChartplatzierungen (Jahr, Titel, Album, Platzierungen, Wochen, Auszeichnungen, Anmerkungen) | Höchstplatzierung, Gesamtwochen, AuszeichnungChartplatzierungen (Jahr, Titel, Album, Platzierungen, Wochen, Auszeichnungen, Anmerkungen) | Anmerkungen |
| Jahr | Titel Album                                  | DE | UK | US | Anmerkungen |
| ---- | -------------------------------------------- | --- | --- | --- | ----------- |
| 1986 | Prime Time TV Time and Tide                  | DE68 (4 Wo.)DE | UK88 (2 Wo.)UK | — |             |
| 1987 | Promises Time and Tide                       | — | UK48 (5 Wo.)UK | — |             |
| 1987 | Time and Tide                                | — | UK61 (4 Wo.)UK | US26 (20 Wo.)US |             |
| 1988 | New Day For You Time and Tide                | — | — | US53 (11 Wo.)US |             |
| 1990 | Baby You’re Mine London Warsaw New York      | — | UK84 (4 Wo.)UK | — |             |
| 1990 | Cruising For Bruising London Warsaw New York | — | UK86 (2 Wo.)UK | US29 (12 Wo.)US |             |
| 1994 | Third Time Lucky The Sweetest Illusion       | — | UK77 (2 Wo.)UK | — |             |
| 1994 | Drunk On Love The Sweetest Illusion          | — | UK41 (2 Wo.)UK | — |             |

Weitere Singles
- 1986: Run For Cover
- 1993: More Fire Than Flame
- 1996: Angels Blush
- 1998: Clear Horizon

## Auszeichnungen für Musikverkäufe
| Platin-Schallplatte - Japan - 1994: für das Album The Sweetest Illusion |

Anmerkung: Auszeichnungen in Ländern aus den Charttabellen bzw. Chartboxen sind in ebendiesen zu finden.
| Land/RegionAuszeichnungen für Musikverkäufe (Land/Region, Auszeichnungen, Verkäufe, Quellen) | Gold  | Platin     | Verkäufe  | Quellen    |
| -------------------------------------------------------------------------------------------- | ----- | ---------- | --------- | ---------- |
| Japan (RIAJ)                                                                                 | —     | Platin1    | 200.000   | riaj.or.jp |
| Polen (ZPAV)                                                                                 | —     | Platin1    | 30.000    | olis.pl    |
| Vereinigte Staaten (RIAA)                                                                    | Gold1 | 2× Platin2 | 2.500.000 | riaa.com   |
| Insgesamt                                                                                    | Gold1 | 4× Platin4 |           |            |